# Vagn Ussing
Vagn Ussing (4. maj 1920 i København – 23. november 2010) var en dansk direktør og civilingeniør.

## Karriere
Han var søn af professor, dr.jur. Henry Ussing og hustru Christiane Johanne født Nyebølle, blev student fra Ordrup Gymnasium 1938 og cand.polyt. på Danmarks Tekniske Højskole 1943. Ussing var ansat i den rådgivende ingeniørvirksomhed S. Friis Jespersen 1943-46 afbrudt af tjeneste som kompagnichef i modstandsbevægelsens afsnit 2, region 6. Han gennemførte overbygningsstudier ved University of Washington, Seattle 1946-47 og var ansat i en rådgivende ingeniørvirksomhed i San Francisco 1947-48. Vagn Ussing var ingeniør hos Larsen & Nielsen Constructor A/S 1948-52 og underdirektør ved samme 1953-62, drev selvstændig rådgivende virksomhed 1962-63, var administrerende direktør i Industrielt Bygge Compagni - Ibyco A/S 1963-71 og direktør for Industrial Building Engineers-IBE A/S fra 1972.

## Tillidshverv
Ussing var medlem af bestyrelsen for Larsen & Nielsen Constructor A/S 1953-62; medstifter i 1962 og 1962-71 medlem af bestyrelsen for Industrielt Bygge Compagni-Ibyco A/S; medlem af bestyrelsen for Kaj Hansens Fond 1962-71; medstifter 1972 og medlem af bestyrelsen for Industrial Building Engineers-IBE A/S og DIBAS-Industrielle Byggeingeniører A/S; medlem af bestyrelsen for Kolonien Filadelfia 1965 og formand for byggeudvalget sammesteds 1966; medlem af repræsentantskabet for Dansk Epilepsiforening 1973; censor i varmeisolering ved Danmarks Tekniske Højskole 1966; medlem af Dansk Ingeniørforenings udvalg vedr. byggeriets rationalisering 1954-58 og af DIF's udvalg vedr. forspændt beton 1955-63. Han forfattede artikler i inden- og udenlandske fagtidsskrifter. 
Ussing blev gift 4. juli 1946 med Elise Hjerpsted (født 18. oktober 1922 i København), datter af civilingeniør Harald Gerhard Hjerpsted (død 1972) og hustru Rigmor Elisabeth født Wandel (død 1968).